# Негматуллаев, Собит Хабибуллаевич
Сабит Хабибуллаевич Негматуллаев (род. 16 сентября 1937, Ура-Тюбе, Ленинабадская область) — советский и таджикистанский учёный-сейсмолог, академик, президент Академии наук РТ (1988—1995), народный депутат СССР (1988[уточнить]—1991).

## Биография
Родился 16 сентября 1937 г. в г. Ура-Тюбе Ленинабадской области. Окончил Сталинабадский политехнический институт (1961) и аспирантуру Куйбышевского инженерно-строительного института (1964).
С 1962 года работал в Институте сейсмостойкого строительства и сейсмологии АН Таджикской ССР: младший научный сотрудник, учёный секретарь (1965), заместитель и и. о. директора (1965), директор (с 1969).
В 1985 г. защитил докторскую диссертацию:
- Сильные движения и их имитация взрывами для решения задач инженерной сейсмологии : диссертация … доктора технических наук : 01.04.12. — Душанбе, 1985. — 488 с. : ил.

С 1987 г. академик АН Таджикской ССР, с 6 мая 1988 по 18 июня 1995 г. президент академии, директор геофизической службы АН РТ.
Занимал пост директора Института сейсмостойкого строительства и сейсмологии до апреля 2004 г., затем — его почётный директор.

## Публикации
- Использование записей сильных движений для оценки сейсмических реакций зданий и сооружений [Текст] / С. Х. Негматуллаев, А. И. Золотарев ; Ин-т сейсмостойкого стр-ва и сейсмологии АН Таджикской ССР. — Душанбе : Дониш, 1986. — 212 с. : ил.; 21 см.
- Имитация сейсмического воздействия с целью испытания зданий и сооружений на сейсмостойкость [Текст] / С. Х. Негматуллаев; отв. ред. М. А. Садовский ; Ин-т сейсмостойкого стр-ва и сейсмологии АН ТаджССР. — Душанбе : Дониш, 1986. — 149 с. : ил.; 20 см.
- Системы активной сейсмозащиты зданий и сооружений и возможности их экспериментального исследования на полигоне «Ляур» / С. Х. Негматуллаев, А. И. Золотарев; Отв. ред. Г. С. Селезнев; Ин-т сейсмостойк. стр-ва и сейсмологии АН ТаджССР. — Душанбе : Дониш, 1986. — 77 с. : ил.; 21 см.
- Служба сильных движений Таджикистана / С. Х. Негматуллаев, К. Роджан, А. А. Лунев, А. И. Золотарев; [Редкол.: М. А. Садовский (отв. ред.) и др.]; Гос. ком. СССР по гидрометеорологии и контролю природ. среды при Совете Министров СССР и др. — Душанбе : Дониш, 1987. — 149,[1] с. : ил.; 20 см.

## Звания и награды
Народный депутат СССР (1988[уточнить]—1991). Член КПСС в 1966—1991, член ЦК КПСС (1990—1991).
Награждён орденом «Знак Почёта» (1981).